# Leichtathletik-Länderkämpfe mit deutscher Beteiligung 1933
| Leichtathletik-Länderkämpfe mit deutscher Beteiligung 1933 | Leichtathletik-Länderkämpfe mit deutscher Beteiligung 1933 | Leichtathletik-Länderkämpfe mit deutscher Beteiligung 1933 | Leichtathletik-Länderkämpfe mit deutscher Beteiligung 1933 |
| ---------------------------------------------------------- | ---------------------------------------------------------- | ---------------------------------------------------------- | ---------------------------------------------------------- |
|                                                            |                                                            |                                                            |                                                            |
| 1. Länderkampf 1933, Männer: ENG – GER                     |                                                            |                                                            |                                                            |
| London 19. August 1933                                     | London 19. August 1933                                     | 1. GER 2. ENG                                              | 76 P 59 P                                                  |
| 2. Länderkampf 1933, Männer: SUI – GER                     |                                                            |                                                            |                                                            |
| Basel 27. August 1933                                      | Basel 27. August 1933                                      | 1. GER 2. SUI                                              | 83 P 55 P                                                  |
| 3. Länderkampf 1933, Männer: FRA – GER                     |                                                            |                                                            |                                                            |
| Paris 17. September 1933                                   | Paris 17. September 1933                                   | 1. GER 2. FRA                                              | 83 P 69 P                                                  |
| Chronik                                                    |                                                            |                                                            |                                                            |
| ← Länderkämpfe 1932                                        | ← Länderkämpfe 1932                                        | Länderkämpfe 1934 →                                        | Länderkämpfe 1934 →                                        |

Im Jahr 1933 gab es drei Leichtathletik-Länderkämpfe, aber wie schon 1932 keinen einzigen Ländervergleich in der Frauen-Leichtathletik. Die Athletinnen mussten warten, bis 1934 wieder eine Begegnung auf Länderebene zustande kam. Die Männer führten drei Länderkämpfe in der Leichtathletik durch. Gegner waren zum ersten Mal England und wie in den Vorjahren schon traditionell die Schweiz und Frankreich. Die drei Veranstaltungen fanden alle auswärts und zu verschiedenen Terminen im August und September statt.
Das Jahr 1933 stellte mit der Machtergreifung durch die Nationalsozialisten für Deutschland in vielerlei Hinsicht ein besonderes Jahr dar. Es brachte weitreichende Veränderungen im Deutschen Reich auch bis tief in den Sport und seine Strukturen hinein. Auch Sportlerinnen und Sportler mussten unter dem rassistischen Denken und Handeln, das in Deutschland immer mehr um sich griff, in ihren ganz persönlichen Bereichen tiefe Einschnitte erfahren. Einerseits wurde der Sport als Mittel der Reputation mit sehr positiven Auswirkungen auf die Leistungen intensiv gefördert, andererseits wurden bestimmte Einzelpersonen und Volksgruppen – vor allem Juden – im Sinne eines menschenverachtenden Rassismus tief benachteiligt und bedroht.

## Bilanz und Wertungsmodus
Alle drei Länderkämpfe des Jahrs 1933 endeten mit Siegen. Damit hatte Deutschland am Ende der Saison 26 seiner nun 29 Länderkämpfe gewonnen und es hatte drei Niederlagen gegeben. Die Männer waren dabei aus all ihren 25 Begegnungen als Sieger hervorgegangen, während die Frauen einmal siegreich waren und drei Niederlagen hatten hinnehmen müssen.
Die Regeln zur Punktevergabe in den verschiedenen Begegnungen blieben weiterhin unterschiedlich, noch hatte sich ein durchgängig festes Wertungssystem nicht etabliert. Allerdings wurde die vom später durchgängig angewendeten System abweichende Punktevergabe nur im Länderkampf gegen die Schweiz praktiziert.
Übereinstimmend traten in allen Länderkämpfen in jeder Einzeldisziplin jeweils zwei Athleten pro Nation an. Der Sieger erhielt fünf Punkte, der Zweitplatzierte drei und der Drittplatzierte zwei Punkte. Der Sportler auf dem vierten Rang kam noch mit einem Punkt in die Wertung. Dies war die später durchgängig gültige Regelung. Davon abweichend erhielten im Aufeinandertreffen mit der Schweiz die Sieger nur vier statt fünf Punkte. In den Staffeln war das Verfahren in allen Vergleichen übereinstimmend: Es trat in jedem Staffelwettbewerb ein Team pro Nation an. Die siegreiche Mannschaft erhielt drei Punkte, die zweitplatzierte einen Punkt.

## Länderkampf der Männer gegen England
Am 19. August gab es mit England einen Premierengegner für die deutschen Leichtathleten. Gegen Großbritannien hatten die Männer bereits zwei Vergleiche ausgetragen, nicht jedoch gegen den Landesteil England. Das Frauenteam dagegen hatte bereits drei Länderkämpfe gegen England durchgeführt. Austragungsort der Veranstaltung 1933 war die britische Hauptstadt London. Im insgesamt 27. Länderkampf einer deutschen Mannschaft setzte sich Deutschland mit 76 zu 59 Punkten durch.
Die Laufwettbewerbe wurden auf Distanzen mit anglo-amerikanischem Maßsystem ausgetragen. Die Streckenlängen entsprachen in etwa den ansonsten nach metrischem System üblichen Disziplinen. Mit der olympischen Staffel (400 m – 200 m – 200 m – 800 m) gab es nur einen Staffelwettbewerb. In den technischen Disziplinen stand der sonst bei Ländervergleichen übliche Speerwurf nicht auf dem Programm.

## Länderkampf der Männer gegen die Schweiz
Der seit 1921 alljährliche Länderkampf mit der Schweiz war das dreizehnte Aufeinandertreffen der beiden Länder und der 28. Ländervergleich mit deutscher Beteiligung. In diesem Jahr fand die Begegnung am 27. August in der Schweizer Stadt Basel statt, die zum sechsten Mal Austragungsort eines Ländervergleichs mit Deutschland war. Mit 83 Punkten gegenüber 55 Punkten der Mannschaft aus der Schweiz setzte sich Deutschland wieder deutlich durch.

## Länderkampf der Männer gegen Frankreich
Am 17. September fand in der französischen Hauptstadt Paris der achte Länderkampf zwischen Frankreich und Deutschland statt. Seinen insgesamt 29. Länderkampf beendete das deutsche Team mit einem weiteren Sieg. Der Endstand lautete 83 zu 69 Punkte.